# Criotettix afghanus
Criotettix afghanus är en insektsart som beskrevs av Cejchan 1969. Criotettix afghanus ingår i släktet Criotettix och familjen torngräshoppor. Inga underarter finns listade i Catalogue of Life.